# Dionisodoro
Dionisodoro (en griego Διονυσόδωρος. Dionysódōros, c. 430 - finales del siglo V a. C. o principios del IV a. C.) fue un antiguo filósofo sofista griego y maestro de artes marciales, generalato y oratoria contemporáneo de Sócrates. Vivió en Atenas siendo un experto en el estudio del arte militar y la retórica. Estuvo estrechamente relacionado con su hermano y compañero sofista Eutidemo que se describe con detalle en el diálogo platónico de Eutidemo y en los escritos de Jenofonte.

## Biografía
El Eutidemo de Platón presenta a Dionisodoro y Eutidemo como interlocutores destacados. Según el diálogo, los hermanos nacieron en la isla egea de Quíos antes de mudarse como colonos a Turios en la Magna Graecia, parte de la actual Italia. Después de ser exiliados de Turios, quizás en 413, llegaron a Atenas. Según Sócrates en el Eutidemo, los dos enseñaron lucha con armadura y oratoria legal antes de interesarse por la sofística. Jenofonte en Memorabilia atribuye además la enseñanza del generalato a Dionisodoro en concreto.
Además, en el discurso de Lisias Contra Agorato aparece un individuo llamado Dionisodoro, que posiblemente coincide con el sofista en varios detalles biográficos. Este Dionisodoro era un general y Taxiarca que apoyaba la democracia; si el general y el sofista son uno y el mismo, Dionisodoro pudo haberse naturalizado como ciudadano ateniense junto a muchos otros residentes extranjeros antes de la Batalla de Arginusas.

## Filosofía
A lo largo del Eutidemo, Platón muestra a Dionisodoro y a su hermano empleando una serie de falacias lógicas contra Sócrates y su alumno Clinias (III), hijo de Axíoco. Los estudiosos han sugerido que Platón eligió aquí a los hermanos como sofistas simbólicos dignos de ser ridiculizados. Aristóteles conserva y refuta un argumento específico de Eutidemo, que implicaba que "un hombre sabe que hay un trirreme en el Pireo porque conoce cada una de las dos cosas ['un trirreme' y 'en el Pireo'] por separado".
En los Memorabilia de Jenofonte, Sócrates examina a un estudiante de Dionisodoro que parece no haber aprendido los elementos básicos del generalato. La implicación parece ser o bien que Dionisodoro ha tomado descaradamente los pagos del estudiante sin darle el valor de su dinero, o bien que el propio Dionisodoro es un ignorante del arte del generalato que dice enseñar. Esto está aparentemente en consonancia con la crítica de Platón a Dionisodoro, aunque los detalles biográficos están en conflicto.